# المرسم الحر
المرسم الحر هو بيت تاريخي كويتي يضم عدد من ورش العمل الفنية ويقيم المعارض الفنية الدورية ويهتم بالثقافة الفنية ونشرها بين المهتمين، كما يضم المرسم مكتبة فنية وأرشيف للوحات والمواد الفنية.

## تاريخ
كان البيت محل إقامة أسرة جاسم محمد الغانم في الفترة بين 1919 - 1951. واستملكت الحكومة الكويتية المنزل في الستينات من القرن العشرين حيث قامت إدارة المعارف بوزارة التربية بتجهيزه بالورش الفنية وأطلقت عليه أسم «المرسم الحر». وبدأ العمل بنظام التفرغ في المرسم بدءً من عام 1960 حيث ساعد هذا النظام على إيجاد الوقت الكافي للفنانين المنتسبين للمرسم للعمل والإنتاج الفني. وفي عام 1972 انتقل المرسم إلى رعاية وزارة الإعلام حيث شجعت إقامة عدد من المعارض الفنية داخل وخارج الكويت. وأقيم أول معرض في واشنطن عام 1977، ثم تلاه عدد من المعارض الخارجية في لندن وكوبنهاغن وجنيف وفينا ومدريد وأثينا ودمشق والبحرين وصنعاء وبيروت والقاهرة وفرانكفورت وغيرها من عواصم العالم. وأصبح المرسم في عام 1994 تابعاً للمجلس الوطني للثقافة والفنون والآداب.